# Конардова Олександра Дмитрівна
Конардова Олександра Дмитрівна  (1934—2 вересня 2010) — радянський художник кіно.

## Життєпис
Народ. 15 серпня 1934 р. в Москві в родині службовця. Закінчила Всесоюзний державний інститут кінематографії (1959). 
З 1959 р. — художник Одеської кіностудії художніх фільмів.
Оформила стрічки: «Степові світанки» (1960), «Таємниця Дімки Кармія» (1960), «Шурка обирає море» (1963, у співавт. з О. Передерієм), «Самотність» (1964, у співавт. з О. Передерієм), «Погоня» (1965, у співавт. з О. Передерієм),  «Короткі зустрічі» (1967), «Золотий годинник» (1968), «Від снігу до снігу» (1968, у співавт. з О. Передерієм), «Повість про чекіста» (1969, у співавт. з О. Передерієм), «Мандат товаришу Леніну» (1969), «Крок з даху» (1970), «Минуле повернути» (1988)  та ін.
Брала участь у республіканських та всесоюзних художніх виставках.
Була членом Спілок художників і кінематографістів УРСР (1968—1970). 
Виїхала до Москви. Працювала в ТО «Екран». Оформила стрічки: «І це все про нього» (1977), «Повернення Будулая» (1985), «На порозі» (1986) та ін. 
Член Спілки художників СРСР.